# Polina Edmunds
Polina Edmunds (Santa Clara (Californië), 18 mei 1998) is een Amerikaans voormalig kunstschaatsster. Edmunds nam op vijftienjarige leeftijd deel aan de Olympische Winterspelen 2014 in het Russische Sotsji. Ze werd er negende bij de vrouwen.

## Biografie

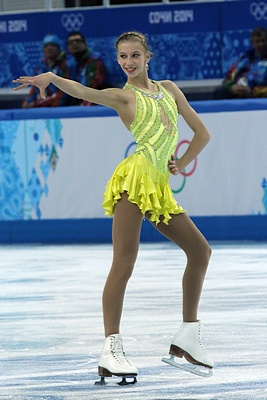
Edmunds op de Spelen van 2014

Ze werd op 18 mei 1998 geboren in Santa Clara (Californië). Edmunds, dochter van een van origine Russische kunstschaatscoach, stond op tweejarige leeftijd op de schaats en kreeg vanaf haar vierde levensjaar regelmatig schaatslessen. In januari 2010 liet ze voor het eerst van zich horen tijdens de nationale kunstschaatskampioenschappen in de Verenigde Staten. Het elfjarige meisje werd daar zesde in de categorie "novice" (beginners). Al spoedig stapte ze over naar de junioren. De jaren daarop werd ze achtereenvolgens zevende, zesde en eerste bij de NK junioren. Een gouden (nationale) medaille bij de junioren leverde haar echter niet automatisch ook een ticket op voor het WK junioren. In plaats daarvan mocht ze in 2013 deelnemen aan de internationale kunstschaatswedstrijd Gardena Spring Trophy, die ze won. Dit resultaat telde niet mee voor de officiële ranglijsten.
In het seizoen 2013–14 maakte Edmunds haar debuut bij de nationale kampioenschappen voor senioren. Prompt werd ze tweede. Meteen werd ze geselecteerd voor de aankomende Olympische Spelen en wereldkampioenschappen. In Sotsji werd ze negende en een maand later bij de WK in het Japanse Saitama werd ze achtste. Een jaar daarna, in januari 2015, werd ze vierde bij de nationale kampioenschappen. Doorgaans mogen alleen de eerste drie door naar de internationale kampioenschappen. Echter, bronzenmedaillewinnares Karen Chen voldeed nog niet aan de leeftijdseisen, waardoor Edmunds naar de WK en het Viercontinentenkampioenschap mocht. Op het laatste won ze een gouden medaille. Bij de WK werd ze nogmaals achtste.
Edmunds maakte in juli 2020 in een interview bekend dat ze haar sportieve carrière had beëindigd.

## Belangrijke resultaten
| Kampioenschap                | 09/10  | 10/11 | 11/12 | 12/13 | 13/14  | 14/15         | 15/16         | 16/17         | 17/18         |
| ---------------------------- | ------ | ----- | ----- | ----- | ------ | ------------- | ------------- | ------------- | ------------- |
| Olympische Spelen            |        |       |       |       | 9e     |               |               |               |               |
| Wereldkampioenschap          |        |       |       |       | 8e     | 8e            | t.z.t.        |               |               |
| Viercontinentenkampioenschap |        |       |       |       |        | Goud          | t.z.t.        |               |               |
| Nationaal kampioenschap      |        |       |       |       | Zilver | 4e            | Zilver        | t.z.t.        | t.z.t.        |
| Junior Grand Prix-finale     |        |       |       |       | 4e     | geen deelname | geen deelname | geen deelname | geen deelname |
| NK junioren                  | 6e (*) | 7e    | 6e    | Goud  |        | geen deelname | geen deelname | geen deelname | geen deelname |

(*) = bij de novice
t.z.t. = trok zich terug